# Aiserey
Aiserey est une commune française située dans le département de la Côte-d'Or, en région Bourgogne-Franche-Comté.
Elle est traversée par le canal de Bourgogne. Elle est principalement connue pour accueillir la seule sucrerie de Bourgogne-Franche-Comté, et à cette occasion pour accueillir la traditionnelle fête du Sucre, qui se déroule le 2e dimanche de chaque mois de septembre.

## Géographie
Située à une vingtaine de kilomètres au sud de Dijon, la commune d'Aiserey est traversée par la route départementale 968 et le canal de Bourgogne.

### Climat
Pour des articles plus généraux, voir Climat de la Bourgogne-Franche-Comté et Climat de la Côte-d'Or.
En 2010, le climat de la commune est de type climat océanique dégradé des plaines du Centre et du Nord, selon une étude du Centre national de la recherche scientifique s'appuyant sur une série de données couvrant la période 1971-2000. En 2020, Météo-France publie une typologie des climats de la France métropolitaine dans laquelle la commune est dans une zone de transition entre le climat océanique altéré et le climat océanique altéré et est dans la région climatique Bourgogne, vallée de la Saône, caractérisée par un bon ensoleillement (1 900 h/an), un été chaud (18,5 °C), un air sec au printemps et en été et des vents faibles.
Pour la période 1971-2000, la température annuelle moyenne est de 10,8 °C, avec une amplitude thermique annuelle de 17,8 °C. Le cumul annuel moyen de précipitations est de 805 mm, avec 11 jours de précipitations en janvier et 7,5 jours en juillet. Pour la période 1991-2020, la température moyenne annuelle observée sur la station météorologique de Météo-France la plus proche, « Saint-Nic. Citeaux », sur la commune de Saint-Nicolas-lès-Cîteaux à 10 km à vol d'oiseau, est de 11,2 °C et le cumul annuel moyen de précipitations est de 813,8 mm,. Pour l'avenir, les paramètres climatiques de la commune estimés pour 2050 selon différents scénarios d'émission de gaz à effet de serre sont consultables sur un site dédié publié par Météo-France en novembre 2022.

## Urbanisme

### Typologie
Au 1er janvier 2024, Aiserey est catégorisée bourg rural, selon la nouvelle grille communale de densité à 7 niveaux définie par l'Insee en 2022.
Elle est située hors unité urbaine. Par ailleurs la commune fait partie de l'aire d'attraction de Dijon, dont elle est une commune de la couronne,. Cette aire, qui regroupe 333 communes, est catégorisée dans les aires de 200 000 à moins de 700 000 habitants,.

### Occupation des sols
L'occupation des sols de la commune, telle qu'elle ressort de la base de données européenne d’occupation biophysique des sols Corine Land Cover (CLC), est marquée par l'importance des territoires agricoles (86 % en 2018), en diminution par rapport à 1990 (89,5 %). La répartition détaillée en 2018 est la suivante : terres arables (83,4 %), zones urbanisées (10,1 %), zones agricoles hétérogènes (2,7 %), forêts (2 %), eaux continentales (1,6 %), milieux à végétation arbustive et/ou herbacée (0,3 %). L'évolution de l’occupation des sols de la commune et de ses infrastructures peut être observée sur les différentes représentations cartographiques du territoire : la carte de Cassini (XVIIIe siècle), la carte d'état-major (1820-1866) et les cartes ou photos aériennes de l'IGN pour la période actuelle (1950 à aujourd'hui).

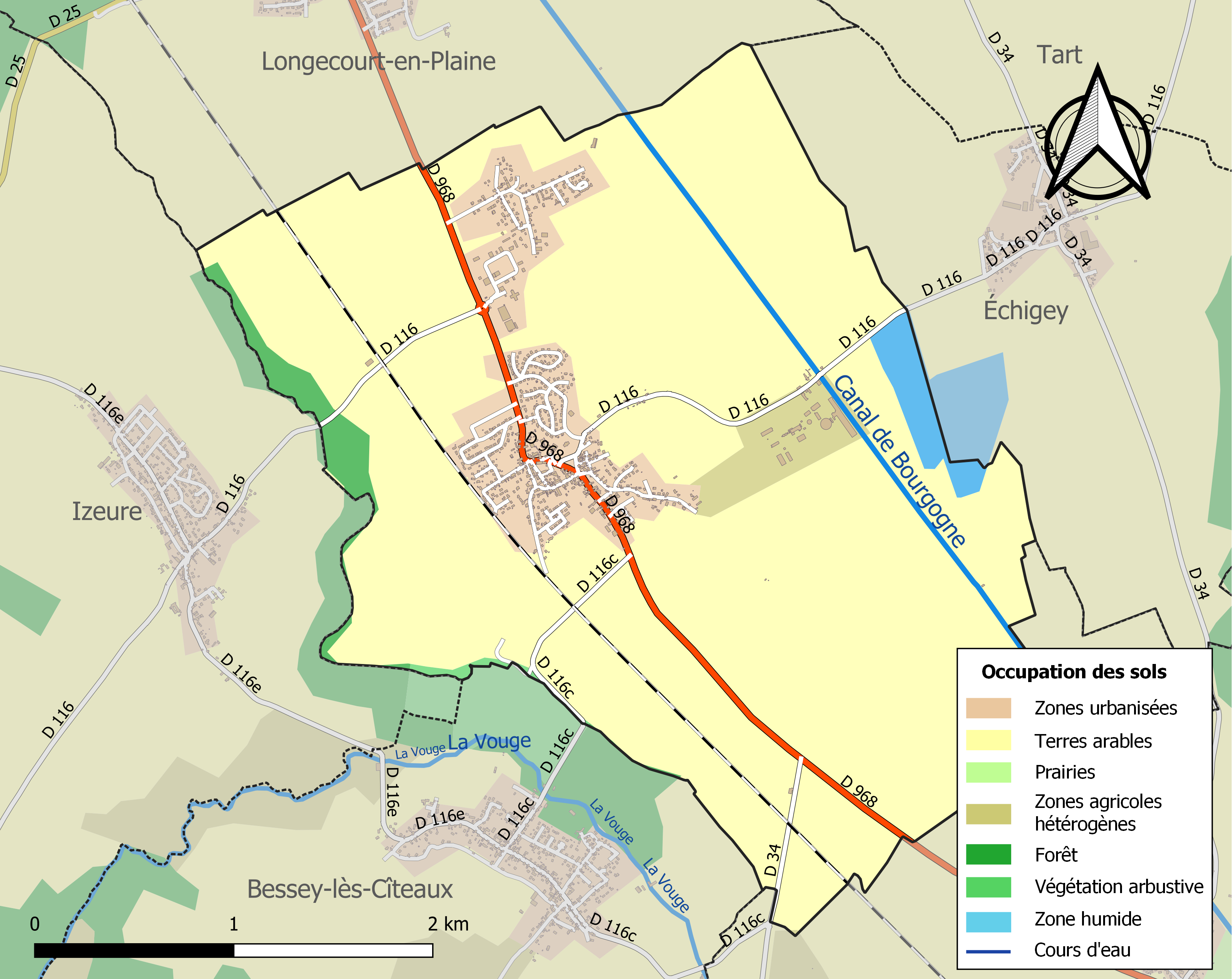
Carte des infrastructures et de l'occupation des sols de la commune en 2018 (CLC).

### Voies de communication et transports
La commune dispose d'une ancienne gare devenue une halte voyageurs SNCF sur la ligne de Dijon-Ville à Bourg-en-Bresse.

## Toponymie
Le nom de la localité est attesté sous sa forme latine Asziriacus  et Aziriaca Villa en 763, Asiriacus locus en 869.
Aiserey dériverait d'un anthroponyme germanique Ansierius.

## Politique et administration

### Liste des maires
| Période                                  | Période    | Identité           | Étiquette | Qualité |
| ---------------------------------------- | ---------- | ------------------ | --------- | ------- |
| 1853                                     | 1871       | Ernest Lejéas      |           |         |
| 1871                                     | après 1885 | René Lejéas        |           |         |
|                                          | 1968       | Abel Thivant       |           |         |
| 1968                                     | 1983       | Jean Thivant       |           |         |
| 1983                                     | 1989       | Jean-Louis Delatte |           |         |
| 1989                                     | 2001       | René Platano       |           |         |
| 2001                                     | 2020       | Gérard Trémoulet   | LR        |         |
| 2020                                     | En cours   | Dominique Janin    |           |         |
| Les données manquantes sont à compléter. |            |                    |           |         |

## Démographie
L'évolution du nombre d'habitants est connue à travers les recensements de la population effectués dans la commune depuis 1793. Pour les communes de moins de 10 000 habitants, une enquête de recensement portant sur toute la population est réalisée tous les cinq ans, les populations de référence des années intermédiaires étant quant à elles estimées par interpolation ou extrapolation. Pour la commune, le premier recensement exhaustif entrant dans le cadre du nouveau dispositif a été réalisé en 2007.

En 2022, la commune comptait 1 489 habitants, en évolution de +7,43 % par rapport à 2016 (Côte-d'Or : +0,82 %, France hors Mayotte : +2,11 %).
| 1793 | 1800 | 1806 | 1821 | 1831 | 1836 | 1841 | 1846 | 1851 |
| ---- | ---- | ---- | ---- | ---- | ---- | ---- | ---- | ---- |
| 450  | 545  | 616  | 540  | 575  | 621  | 668  | 748  | 768  |

| 1856 | 1861 | 1866 | 1872 | 1876 | 1881 | 1886 | 1891 | 1896 |
| ---- | ---- | ---- | ---- | ---- | ---- | ---- | ---- | ---- |
| 805  | 792  | 857  | 841  | 807  | 784  | 835  | 781  | 731  |

| 1901 | 1906 | 1911 | 1921 | 1926 | 1931 | 1936 | 1946 | 1954 |
| ---- | ---- | ---- | ---- | ---- | ---- | ---- | ---- | ---- |
| 711  | 735  | 719  | 677  | 704  | 685  | 649  | 626  | 628  |

| 1962 | 1968 | 1975 | 1982 | 1990  | 1999  | 2006  | 2007  | 2012  |
| ---- | ---- | ---- | ---- | ----- | ----- | ----- | ----- | ----- |
| 617  | 631  | 672  | 863  | 1 111 | 1 138 | 1 306 | 1 330 | 1 342 |

| 2017  | 2022  | - | - | - | - | - | - | - |
| ----- | ----- | - | - | - | - | - | - | - |
| 1 400 | 1 489 | - | - | - | - | - | - | - |

## Économie

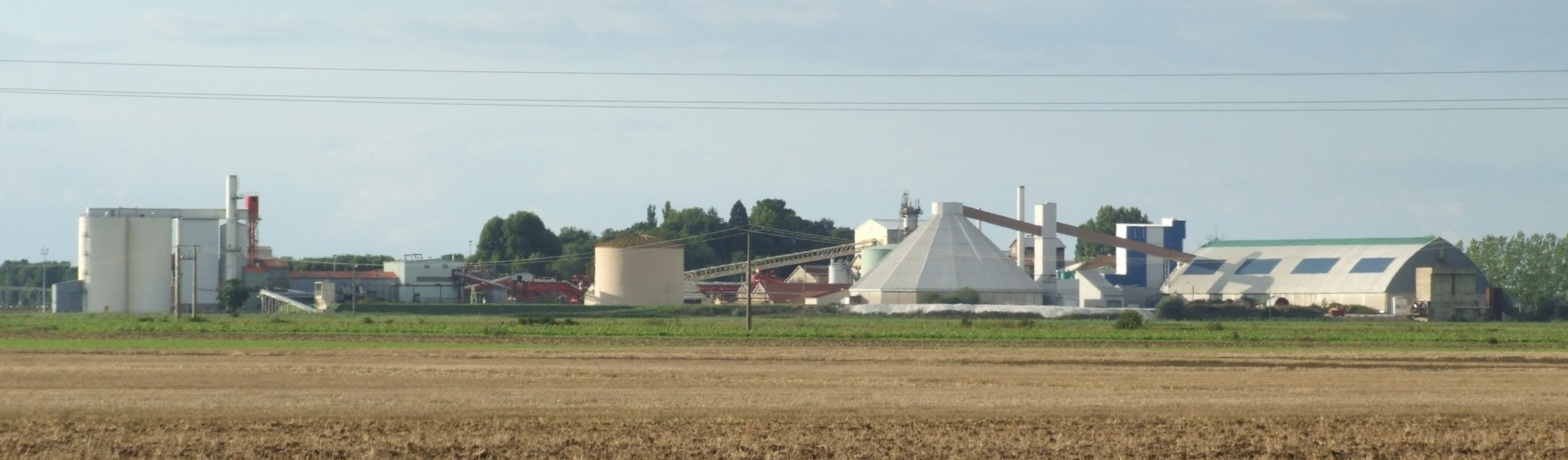
Sucrerie d'Aiserey.

- Sucrerie d'Aiserey, seule sucrerie de Bourgogne. Fermée depuis décembre 2007.

## Culture locale et patrimoine

### Lieux et monuments

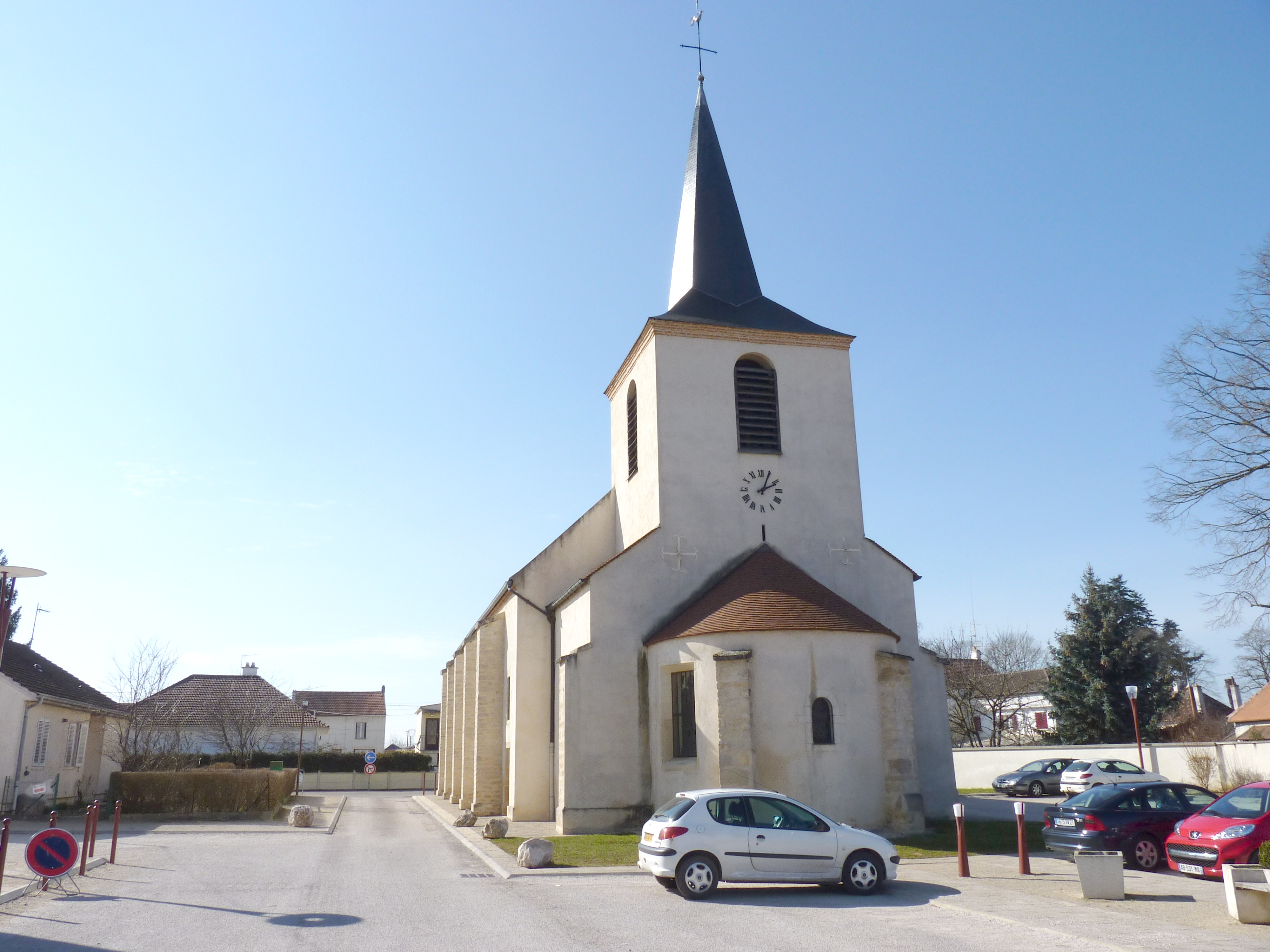
Église.

Les deux principaux monuments d'Aiserey sont :
- son château et
- son église, tous les deux situés au cœur du village.

### Personnalités liées à la commune
- Claude Bossuet d'Aiserey, oncle de Bossuet.
- Stéphane Tarnier (1828-1897), illustre médecin français né à Aiserey, qui comporte d'ailleurs en son hommage une rue à son nom.
- Le peintre Camille Corot y a réalisé vers 1858, un tableau conservé aujourd'hui à Cincinnati[19].

### Héraldique
| Blason | Blasonnement : De gueules au vase d'or soutenu d'un croissant et garni d'un bouquet de cinq fleurs tigées et feuillées, le tout d'argent, les fleurs boutonnées d'or. |